# Обикновен сеноклас
Обикновеният сеноклас (Cynosurus cristatus) е вид сеноклас, многогодишно тревисто растение от семейство Житни.

## Описание
Достига височина до 60 cm. Листата му са плоски, с ширина 2–3 mm. Метлицата е линейна и достига до 7 cm дължина. Съцветията се състоят от два вида сдвоени класчета: цветоносни класчета с 3–5 цвята и безплодни класчета, които са без цветове, съставени само от плевици. Класчетата достигат до 3 mm дължина и са зелени на цвят. Цъфти през май-юли.

## Разпространение
Среща се почти в цяла Европа, Кавказ и северна Мала Азия. В България е разпространен в цялата страна от морското равнище докъм 1000 m надморска височина. Има стопанско значение като пасищно растение, използва се и за озеленяване.